# Robert Roeder
Pour les articles homonymes, voir Roeder.
Robert G. Roeder ou Bob Roeder, né le 3 juin 1942 à Boonville dans l'Indiana aux États-Unis, est un biologiste moléculaire américain. Récipiendaire du prix Gairdner en 2000 et du prix Lasker en 2003, il est considéré comme l'un des pionniers des études sur les mécanismes de transcription chez les eucaryotes.

## Biographie
Robert Roeder grandit à Boonville au sein d'une famille de fermiers, avant de partir faire ses études secondaires à Jasper puis supérieures au Wabash College de Crawfordsville. Il soutient sa thèse de science de l'université d'État de Washington à Seattle en 1969 où il travaille avec William Rutter. Après un post-doc auprès de Donald D. Brown à la Carnegie Institution de Baltimore, il occupe un poste à la Washington University School of Medicine de Saint-Louis, Missouri, de 1971 à 1982. En 1982, il intègre l'université Rockefeller de New York et est nommé professeur de l'institution en 1985, poste qu'il occupe toujours.
Il est également membre de la Académie nationale des sciences des États-Unis depuis 1988 et de l'Académie américaine des arts et des sciences depuis 1995, ainsi que membre étranger associé de l'Organisation européenne de biologie moléculaire depuis 2003.

## Apports scientifiques
L'essentiel du travail de Bob Roeder a porté sur la compréhension des mécanismes de la transcription chez les eucaryotes et en particulier la description des différents complexes transcriptionnels recrutés par l'ARN polymérase au niveau d'un gène activé. Par des approches de purification des complexes protéiques et de chromatographie, son groupe a identifié les différents composants du complexe transcriptionnel, les sous-unités TFII,, et reproduit totalement in vitro l'ensemble des étapes fondamentales de la transcription d'un gène en l'absence de cellule,.
Le groupe de Bob Roeder a été l'un des premiers à démontrer l'existence, au début des années 1990, de très nombreux cofacteurs transcriptionnels,, généralement ubiquitaires dans leur expression et à proposer pour certains d'entre eux un rôle et une présence spécifiques au sein de certaines cellules différenciées, comme pour OCA-B dans les lymphocytes B, ou suggérer que leur action est indispensable dans les processus de différenciation cellulaire, comme pour TRAP220 dans l'adipogenèse.

## Prix et distinctions
- 1999 : Prix Louisa-Gross-Horwitz
- 2000 : Prix Gairdner
- 2003 : Prix Albert-Lasker pour la recherche médicale fondamentale[1]
- 2021 : Prix de Kyoto[12].